# Вознесенск (Марий Эл)
Вознесенск (мар. Пайсола) — деревня в Советском районе Республики Марий Эл. Входит в состав Алексеевского сельского поселения.

## География
Находится в центральной части республики Марий Эл на расстоянии приблизительно 7 км по прямой на запад-юго-запад от районного центра посёлка Советский.

## История
Известна с 1919 как починок, где проживали 153 человека, в 1963 году в 48 домах деревни проживало 278 человек. В 1970-е — 1980-е годы молодые, трудоспособные жители перебрались на центральную усадьбу госплемзавода. В 2004 году в деревне оставалось 13 дворов. В советское время работал колхоз «Чевер май».

## Население
Население составляло 23 человека (мари 100 %) в 2002 году, 22 в 2010.